# Barisal
Barisal è una città del Bangladesh, capoluogo dell'omonima divisione.